# Gilles Gariépy
Gilles Gariépy, né le 20 décembre 1955 à Sorel-Tracy, est un animateur de radio québécois. Il travaille dans ce domaine depuis 1982 et anime les nuits à CKOI-FM, Montréal.
Sur les ondes de cette station, Gilles Gariépy a créé plusieurs jeux pour ses auditeurs, des travailleurs de nuit, dont notamment Le Défi des Grands et L'Original ou la Copie. Il présente également la première revue de presse de la journée et diffuse les succès de l'heure.
Gilles Gariépy a appris son congédiement de la station le 27 mars 2009. Il ne travaillera désormais plus la nuit mais il a été attitré à un autre poste à CKOI. De plus, il a été directeur artistique du concours musical de groupes, l'Empire des futures stars, dans les années 1980-1990.